# (1329) Eliane
(1329) Eliane ist ein Asteroid des Hauptgürtels, der am 23. März 1933 vom belgischen Astronomen Eugène Joseph Delporte in Ukkel entdeckt wurde.